# Club Polideportivo Les Abelles
Actualités
Le Club Polideportivo Les Abelles, également appelé CP Les Abelles, est un club de rugby à XV espagnol situé à Valence. Fondé en 1971, il est présidé par Antonio Márquez Benlloch et il évolue actuellement en División de Honor, le plus haut échelon national.

## Historique
Le club du CP Les Abelles  est créé officiellement en 1971 par Noel Halangode, un ancien joueur des Wasps, devenu professeur d'anglais à l'école San José - Jesuitas de Valence. Initialement, il souhaitait que son club adopte les couleurs des Wasps (rayé jaune et noir), mais un autre club valencian, le Tatami RC, les portait déjà. Il choisit ainsi de remplacer le jaune par le orange traditionnel de Valence, et donne le nom d'Abelles (abeilles en valencien) est aussi un hommage.
Dans les années 1980, le club fait l'aller-retour entre les échelons régionaux et nationaux. Mais la première génération de joueurs s'arrête dans les années 1990, et le club doit se reconstruire. Il décide de développer son école de rugby pour se pérenniser. Cette décision va permettra au club de s'affirmer lors du changement de siècle. Il arrivera aussi à attirer des joueurs étrangers, dont un ancien international écossais, Hugh Gilmour (en). Le club intègre en 2003-2004 la División de Honor B, deuxième division nationale. L'équipe va internationaliser son recrutement, incorporant notamment des Roumains, dont Vasile Flutur, qui avait participé à la coupe du monde 1995 avec la Roumanie. Le club va intégrer le haut de tableau, mais va devoir s'y prendre à quatre reprises pour intégrer la División de Honor, battant en 2007-2008 Gernika Rugby Taldea. 
Le club va disputer deux saisons dans l'élite. En 2008-2009, il termine 9e et bat en barrage de relégation le CR Atlético Portuense (en). 
En 2009-2010, Les Abelles est invité à organiser un match au Stade Ciutat de València, à l'occasion des 100 ans du club de foot local, le Levante UD. Ce sera un derby contre le CR La Vila, qui se tiendra devant 3 000 personnes. Pour l'occasion le club avait troqué sa tenue traditionnelle contre celle de Levante. Le match s'est terminé sur un score nul de 23 partout. Néanmoins à la fin de la saison, Les Abelles est relégué et retourne en DHB.
Le club va alors s'installer en seconde division. En 2015-2016, il lance des sections d'athlétisme, de paddle-tennis et de cyclisme. 
En 2020, à la suite du forfait de dernière minute du CR Santander (es), une place se libère dans l'élite. Un barrage de promotion est organisé avant le début de la saison. Profitant du forfait du Jaén Rugby (es), Les Abelles affronte Hernani (es) (dernier de la saison 2019-2020). Les Abelles s'est imposé 13-12, et retrouve ainsi l'élite du rugby espanol.